# Cymodoce picta
Cymodoce picta is een pissebed uit de familie Sphaeromatidae. De wetenschappelijke naam van de soort is voor het eerst geldig gepubliceerd in 1875 door Brocchi.